# San Isidro (södra Pinal de Amoles kommun)
San Isidro är en ort i Mexiko.   Den ligger i kommunen Pinal de Amoles och delstaten Querétaro Arteaga, i den centrala delen av landet, 190 km norr om huvudstaden Mexico City. San Isidro ligger 1 720 meter över havet och antalet invånare är 185.
Terrängen runt San Isidro är varierad. Runt San Isidro är det ganska glesbefolkat, med 36 invånare per kvadratkilometer. Närmaste större samhälle är Jalpan, 15,5 km norr om San Isidro. I omgivningarna runt San Isidro växer huvudsakligen savannskog.